# Gunnel Ahlin
Pour les articles homonymes, voir Ahlin.
Gunnel Maria Ahlin (née Hellman, Orsa församling, Dalarna, 1er juin 1918 - Stockholm, 7 janvier 2007) est une femme de lettres et professeur suédoise.
Ses parents étaient le recteur John Hellman et son épouse Aina Albihn. Elle maria Lars Ahlin en 1946 et ils eurent un fils, l'astronome Per Ahlin.

## Œuvre
- Röster en sommar, 1960
- Här dansar, 1962
- Puls, 1964
- Refuge, 1967
- Hannibal sonen, 1974
- Hannibal segraren, 1982
- Lars Ahlin växer upp, 2001
- Nu ska vi ta pulsen på världen, 2005

## Prix
- 1982– Kellgrenpriset
- 1983 – Aniarapriset
- 2001 – De Nios Vinterpris
- 2002 – Birger Schöldströms pris